# My Music
My Music – polska wytwórnia płytowa założona w 2006 na kanwie rozwiązanej tego samego roku firmy – UMC Records. 

## Charakterystyka
Stanowi część koncernu MyMusic Group Sp. z o.o.. Nakładem My Music ukazały się m.in. nagrania takich wykonawców jak: Proletaryat, Jula,  CF98, Hurt, DKA, Gosia Andrzejewicz, Gimpson, Indios Bravos, Kalwi & Remi, Łobuzy, Verba, Mezo, Agnieszka Włodarczyk, Eldo, Pięć Dwa, B.O.K, Jeden Osiem L, Abradab, Grupa Operacyjna Sylwia Lipka, Dawid Kwiatkowski, Hans, Zeamsone, Tymek czy Weroniki Juszczak).
W 2015 Dominik Urbański zbył mniejszościowy pakiet własnościowy Remigiuszowi Łupickiemu, który pozostaje w posiadaniu 90% udziałów w wytwórni.